# Pandschschir

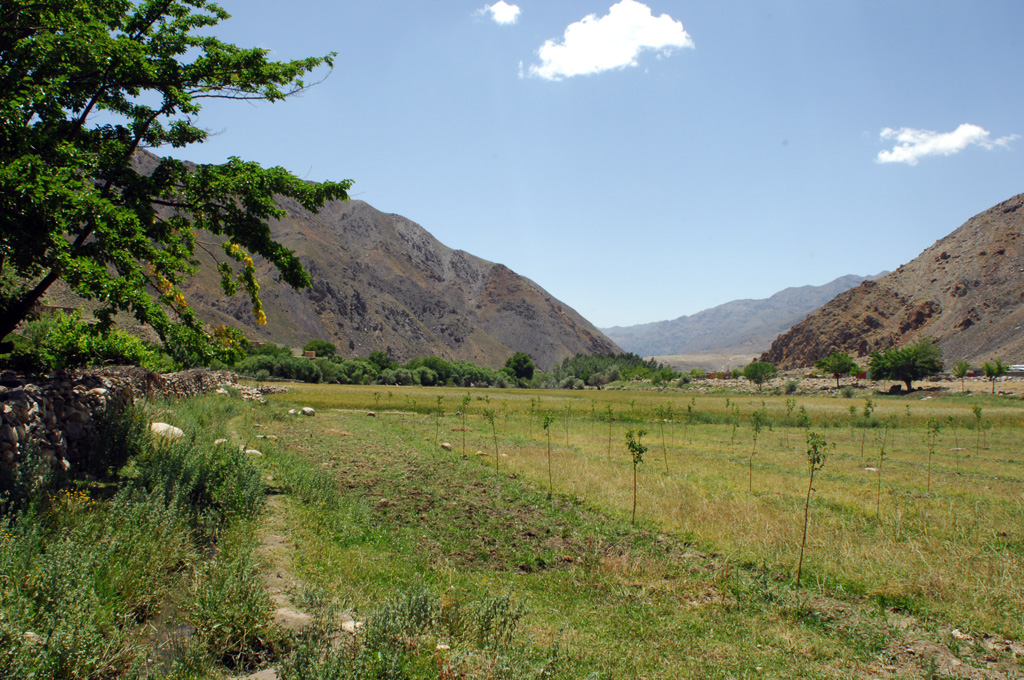
Blick über das Pandschschir-Tal

Pandschschir (auch Pandschir oder Panjshir; persisch پنجشیر, DMG Panǧšīr, ‚fünf Löwen‘, paschtunisch پنجشېر Panjsher) ist eine der 34 Provinzen von Afghanistan. Die Fläche beträgt 3.772 Quadratkilometer und die Einwohnerzahl 175.910 (Stand: 2022).

## Geschichte
Die Provinz wurde am 13. April 2004 begründet. Die Provinz selber geht aber auf eine Jahrtausend lange Historie zurück. Verwaltungssitz ist Bazarak. In Pandschschir wird hauptsächlich Dari gesprochen, da die Bewohner überwiegend Tadschiken sind. Die Provinz liegt zirka 100 km nordöstlich von Kabul.
Ahmad Schah Massoud, bekannt als „der Löwe von Pandschschir“, war ein berühmter afghanischer Feldherr, der am 9. September 2001 durch Selbstmordattentäter ermordet wurde. Er organisierte die Verteidigung des Pandschschir-Tals während des Sowjetisch-Afghanischen Krieges bis zum Rückzug der Sowjetarmee. Auch im darauf folgenden Bürgerkrieg konnten die Taliban Pandschschir nie einnehmen.
Nach dem Vormarsch der Taliban in Afghanistan 2021 und der Einnahme Kabuls zählte Pandschschir zu den letzten nicht von den Taliban kontrollierten Regionen in Afghanistan. Am 6. September 2021 behaupteten die Taliban, Pandschschir eingenommen zu haben. Damit endete der Krieg in Afghanistan. Die Taliban veröffentlichten ein Video mit Kämpfern, die die Taliban-Flagge neben dem Gouverneurspalast in Bazarak hissen. In den Vortagen war es zu schweren Kämpfen zwischen Taliban und dem sogenannten Pandschschir-Widerstand gekommen. Der Widerstand behauptete, dass pakistanische Kampfflugzeuge und Drohnen im Pandschir-Tal eingesetzt worden seien. Im September 2022 meldete der Widerstand, 71 Taliban getötet zu haben. Die Taliban behaupteten 40 Rebellen getötet zu haben und 101 Widerstandskämpfer gefangen zu haben.

## Geographie
Die Provinz wird durch den namensgebenden Fluss Pandschschir geprägt, der das enge Pandschschir-Tal in das es umgebende Gebirge des Hindukusch tief eingeschnitten hat. Die Provinz erstreckt sich über das Einzugsgebiet des Pandschschir oberhalb der Stadt Golbahar. Eine wichtige Fernstraße führt durch das Pandschschir-Tal. Sie verbindet die Hauptstadt Kabul mit der nordöstlich gelegenen Provinz Badachschan.

## Verwaltungsgliederung
Die Provinz Pandschschir ist in 7 Distrikte gegliedert:
- Bazarak – unteres Pandschschir-Tal zw. Khenj und Rukha
- Dara – Einzugsgebiet eines linken Pandschschir-Nebenflusses im Südosten
- Khenj – mittlerer Abschnitt des Pandschschir-Tals
- Onaba – unteres Pandschschir-Tal zw. Shotol und Rukha
- Pariyan – oberer Abschnitt des Pandschschir-Tals im Norden
- Rukha – unteres Pandschschir-Tal zw. Onaba im Süden und Bazarak im Norden
- Shotol – Flusstal des Shotol im Südwesten sowie unterster Abschnitt des Pandschschir-Tals

Eine Karte der Distrikte findet man auf der Webseite der Library of Congress.